# Надгробни споменик ученику учитељске школе Вељку Поповићу у Дучаловићима
Споменик ученику учитељске школе Вељку Поповићу (†1891) у Дучаловићима налази се на Поповића гробљу у селу Дучаловићи, Општина Лучани.

## Опис
Споменик у облику стуба од жућкастог пешчара, са карактеристичном покривком у облику „капе”. Димензије стуба износе 155х53х28 cm, а покривке 13х58х44 cm.
Споменик одише визуелним складом, што је постигнуто одмереном употребом декоративних елемената - вешто укомпонованих крстова, флоралних украса, цик-цак линија итд. са полихромијом у којој поред основног сиво-жућкастог тона пешчара доминирају ултрамарин плава, кармин црвена и бела боја.
Текст епитафа започиње на западној страни споменика испод крста окруженог чирацима, а затим прелази на бочну страну, где се завршава испод стилизоване представе цветне гране. На предњој страни окренутој ка истоку, испод црвеног поља у који је укомпонован равнокраки удвојени крст на постољу, урезани су симболи статуса и младићког доба - кишобран и свирала. На северној бочној страни приказан је чест мотив драгачевских каменорезаца - стилизована биљка на којој голуб зобље грожђе.
Доња зона споменика је опузла, тако да је текст у потпуности оштећен. Уколико споменик не буде стручно саниран, прети опасност да се површински слој камена у потпуности оспе.

## Епитаф
Епитаф младићу који је двадесетој години преминуо од туберколозе гласи:
ВЕЉКО
син Светозара и Станице Поповића из Дучаловића
Умро 26 маја 1891. г.
као свршавајући ђак учитељске школе
месец дана прије но што би школе свршио!
Ја умријех од болести којој лека нема
јектика ме у гроб ладни спрема.
Смрт покоси моју младост красну
остадоше школе несвршене у жалосној 20 г.
Неутешен уздише ми бабо, тужна мајка,
а кукају сестре жале браћа свог старијег брата.
Сваком савет дајем; да не плачу кад гроб мој виде;
јер умријех да вечито живим.
Спомен овај подиже му
ожалошћени отац Светозар и мајка Станица.

У непосредној близини налази се споменик подигнут Вељковом брату који је преминуо седам месеци касније:
Овде почива р.б. МАТИЈЕ Поповић
ђак православне школе у 12 год.
Умро 30 Јануара 1892 Г.
Смрт његова ране нам позледи,
јер у години два сина своја мала ђака
саранише његови родитељи Светозар и Станица.